# Gila minacae
 Gila minacae és una espècie de peix cipriniforme de la família dels ciprínids que es troba a Mèxic.